# Mistrzostwa Europy w Lekkoatletyce 1950 – bieg na 110 m przez płotki mężczyzn

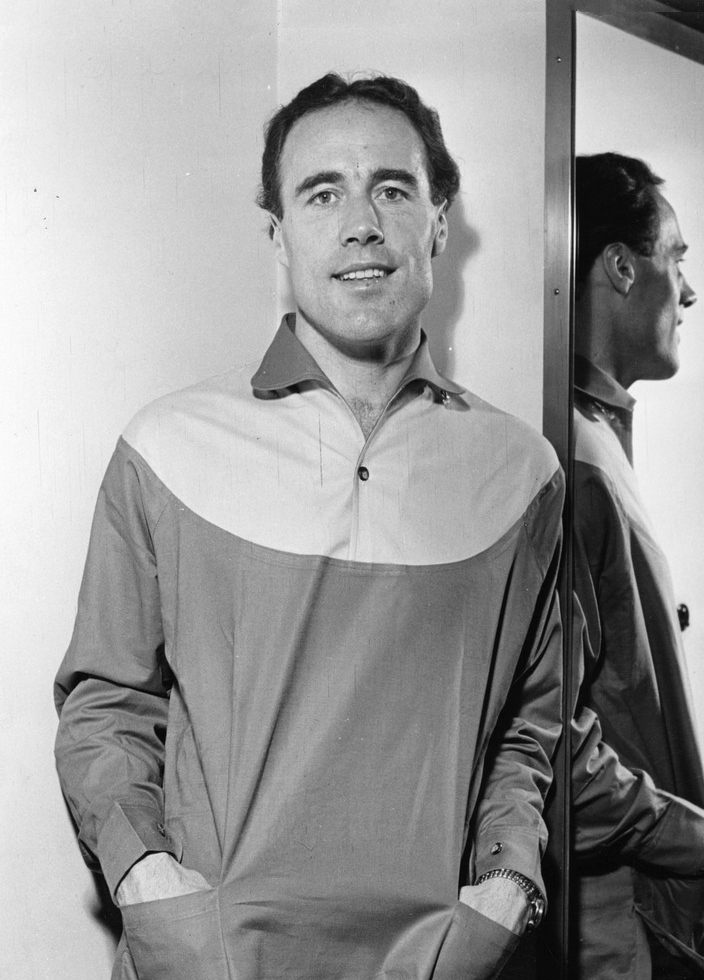
Ragnar Lundberg

Bieg na dystansie 110 metrów przez płotki mężczyzn był jedną z konkurencji rozgrywanych podczas IV Mistrzostw Europy w Brukseli. Biegi eliminacyjne zostały rozegrane 23 sierpnia, a bieg finałowy 24 sierpnia 1950 roku. Zwycięzcą tej konkurencji został Francuz André-Jacques Marie przed Szwedem Ragnarem Lundbergiem, który na tych mistrzostwach zdobył złoty medal w skoku o tyczce. W rywalizacji wzięło udział piętnastu zawodników z dziesięciu reprezentacji.

## Rekordy
| Rekord świata     | Dick Attlesey (USA) | 13,5 | Helsinki, Finlandia | 10.07.1950 |
| Rekord Europy     | Håkan Lidman (SWE)  | 14,0 | Mediolan, Włochy    | 22.09.1940 |
| Rekord mistrzostw | Donald Finlay (GBR) | 14,3 | Paryż, Francja      | 04.09.1938 |

## Wyniki

### Eliminacje
Bieg 1
| Miejsce | Zawodnik         | Czas | Uwagi |
| ------- | ---------------- | ---- | ----- |
| 1       | Jewhen Bułanczyk | 14,8 | Q     |
| 2       | Peter Hildreth   | 15,0 | Q     |
| 3       | Franz Fritz      | 15,2 |       |
| 4       | Oliver Bernard   | 15,2 |       |
| 5       | Arnaldo Balestra | 15,4 |       |

Bieg 2
| Miejsce | Zawodnik            | Czas | Uwagi |
| ------- | ------------------- | ---- | ----- |
| 1       | André-Jacques Marie | 14,6 | Q     |
| 2       | Ragnar Lundberg     | 14,8 | Q     |
| 3       | Pol Braekman        | 14,9 |       |
| 4       | Mustafa Batman      | 15,5 |       |

Bieg 3
| Miejsce | Zawodnik            | Czas | Uwagi |
| ------- | ------------------- | ---- | ----- |
| 1       | Albano Albanese     | 15,1 | Q     |
| 2       | Gilbert Omnès       | 15,2 | Q     |
| 3       | Milan Tošnar        | 15,2 |       |
| 4       | Gösta Mattson       | 15,2 |       |
| 5       | Raymond Barkway     | 15,2 |       |
| 6       | Pierre Van de Sijpe | 15,5 |       |

### Finał
| Miejsce | Zawodnik            | Czas |
| ------- | ------------------- | ---- |
| 1       | André-Jacques Marie | 14,6 |
| 2       | Ragnar Lundberg     | 14,7 |
| 3       | Peter Hildreth      | 15,0 |
| 4       | Albano Albanese     | 15,1 |
| 5       | Gilbert Omnès       | 15,2 |
| 6       | Jewhen Bułanczyk    | 15,2 |